# Sebaea debilis
Sebaea debilis là một loài thực vật có hoa trong họ Long đởm. Loài này được (Welw.) Schinz miêu tả khoa học đầu tiên năm 1906.